# Nostálgico (canção)
"Nostálgico" é uma canção produzida pelo produtor musical jamaicano Rvssian e gravada pelo cantor porto-riquenho Rauw Alejandro e pelo cantor norte-americano Chris Brown. Foi composta por Lionchild, Brown, Eric Bellinger, Ben Shapiro, Feli Ferraro, Richard McClashie, Teezio, Colla, Kenobi, Alejandro e Rvssian.
A música foi lançada no formato de download digital e streaming como single pelas gravadoras Sony Music Latin e Head Concussion Records em 8 de setembro de 2021. A canção é de reggaeton e dancehall, com influências principalmente de R&B em espanhol.
A faixa recebeu críticas amplamente positivas dos críticos musicais, que elogiaram suas batidas caribenhas e a troca de versos dos cantores. Alcançou grande sucesso na comunidade latina, sendo certificada como platina no México, Espanha e Estados Unidos.

## Antecedentes e lançamento
A canção foi inspirada pelo estilo musical de Chris Brown, Rauw Alejandro foi nomeado como o "Chris Brown Latino", devido à semelhanças de sua música, estilo e movimentos de dança. As comparações entre os dois artistas fizeram com que os fãs pedissem por uma colaboração entre os artistas. Na mídia, foi considerada como a colaboração "dos sonhos" de Alejandro. Em 5 de setembro de 2021, Brown anunciou que eles haviam trabalhado em uma música produzida por Rvssian e compartilhou uma prévia da faixa em sua conta no Instagram.
"Nostálgico" marca a quarta colaboração de Brown em uma música em espanhol, seguindo " Algo Me Gusta de Ti " (2012), "Control" (2014) e "Just As I Am" (2017).

## Recepção
"Nostálgico" estreou na posição 14 na parada Billboard Hot Latin Songs dos EUA em 25 de setembro de 2021,  tornando-se a quinta entrada de Rvssian, a 24ª de Alejandro e a 4ª de Brown. Em 11 de dezembro de 2021, a faixa atingiu seu pico de número 11.  A música foi certificada como platina quíntupla pela Recording Industry Association of America (RIAA), por vendas equivalentes a faixas de mais de  300.000 unidades nos Estados Unidos.
Além dos Estados Unidos, a faixa atingiu as paradas de vários países europeus, incluindo Portugal e Suíça.  Na parada semanal oficial da Espanha, a música estreou na posição 13 em 19 de setembro de 2021. Posteriormente, atingiu o pico na posição três na parada por duas semanas consecutivas, tornando-se o primeiro hit top 10 de Rvssian no país, o décimo segundo de Alejandro e o segundo de Brown. A faixa foi posteriormente foi certificada como platina quádrupla pelos Productores de Música de España (PROMUSICAE), por vendas equivalentes a faixas de mais de 240.000 unidades no país. Na América Latina, "Nostálgico" obteve sucesso comercial alcançando o top 10 na República Dominicana, Panamá, Peru, e Porto Rico,  e alcançou o top 20 na Costa Rica, Honduras, e Nicarágua. No México, a música foi certificada como platina + ouro pela Asociación Mexicana de Productores de Fonogramas y Videogramas (AMPROFON), por vendas equivalentes a faixas de mais de 210.000 unidades.
"Nostálgico" foi indicada para Melhor Canção Crossover Latina no Premios Tu Música Urbano de 2022,  Colaboração OMG no Premios Juventud de 2022, e Colaboração Crossover do Ano no Premio Lo Nuestro de 2023. A música também foi reconhecida como uma música premiada no ASCAP Latin Awards de 2023.

## Paradas
| Chart (2021–2022)                               | Posição |
| ----------------------------------------------- | ------- |
| Argentina (Argentina Hot 100)                   | 48      |
| Chile Songs (Billboard)                         | 22      |
| Costa Rica (Monitor Latino)                     | 17      |
| Dominican Republic (Monitor Latino)             | 6       |
| Honduras (Monitor Latino)                       | 14      |
| Mundo (Billboard Global 200)                    | 81      |
| Netherlands (Single Tip)                        | 21      |
| New Zealand Hot Singles (RMNZ)                  | 34      |
| Nicaragua (Monitor Latino)                      | 11      |
| Panama (Monitor Latino)                         | 8       |
| Paraguay Urbano (Monitor Latino)                | 15      |
| Peru (Monitor Latino)                           | 18      |
| Peru Songs (Billboard)                          | 10      |
| Peru Total Streams (UNIMPRO/BMAT)               | 3       |
| Portugal (AFP)                                  | 159     |
| Puerto Rico (Monitor Latino)                    | 4       |
| Espanha (PROMUSICAE)                            | 3       |
| Suíça (Schweizer Hitparade)                     | 69      |
| Estados Unidos (Bubbling Under Hot 100 Singles) | 23      |
| Estados Unidos (Billboard Hot Latin Songs)      | 11      |
| Estados Unidos (Billboard Hot Latin Airplay)    | 9       |
| Estados Unidos (Billboard Latin Pop Airplay)    | 2       |
| Estados Unidos (Billboard Latin Rhythm Airplay) | 6       |
| Venezuela Urbano (Monitor Latino)               | 12      |

| Chart (2021–2022) | Posição |
| ----------------- | ------- |
| Paraguay (SGP)    | 54      |

| Chart (2021)                        | Posição |
| ----------------------------------- | ------- |
| Dominican Republic (Monitor Latino) | 97      |
| Puerto Rico (Monitor Latino)        | 97      |
| Spain (PROMUSICAE)                  | 43      |
| US Hot Latin Songs (Billboard)      | 94      |
| Venezuela Urbano (Monitor Latino)   | 96      |

| Chart (2022)                        | Posição |
| ----------------------------------- | ------- |
| Costa Rica (Monitor Latino)         | 66      |
| Dominican Republic (Monitor Latino) | 51      |
| El Salvador Pop (Monitor Latino)    | 96      |
| Guatemala Pop (Monitor Latino)      | 66      |
| Honduras (Monitor Latino)           | 78      |
| Nicaragua (Monitor Latino)          | 35      |
| Panama (Monitor Latino)             | 17      |
| Paraguay (Monitor Latino)           | 75      |
| Peru Urbano (Monitor Latino)        | 71      |
| Puerto Rico Urbano (Monitor Latino) | 92      |
| Spain (PROMUSICAE)                  | 90      |
| US Hot Latin Songs (Billboard)      | 50      |
| US Latin Airplay (Billboard)        | 38      |
| US Latin Pop Airplay (Billboard)    | 7       |
| US Latin Rhythm Airplay (Billboard) | 20      |
| Venezuela Urbano (Monitor Latino)   | 56      |

| Chart (2023)            | Position |
| ----------------------- | -------- |
| Panama (Monitor Latino) | 98       |